# Creagrutus meridionalis
Creagrutus meridionalis és una espècie de peix de la família dels caràcids i de l'ordre dels caraciformes.

## Morfologia
- Els mascles poden assolir 6,2 cm de llargària total.[4]

## Hàbitat
Viu en zones de clima tropical.

## Distribució geogràfica
Es troba a Sud-amèrica: conca del riu Paraguai al Mato Grosso (Brasil) i afluents orientals del riu Paraguai al Paraguai.